# Stolas nigrolineata
Stolas nigrolineata es una especie de insecto coleóptero de la familia Chrysomelidae.
Fue descrita científicamente en 1893 por George Charles Champion.